# Juan Diego del Castillo
Juan Diego José Domingo del Castillo López (Jaca, Huesca, 13 de noviembre de 1744 - Ciudad de México, 26 de julio de 1793) fue un farmacéutico y botánico español quien trabajó con Vicente Cervantes en México.  Castillo escribió Plantas descritas en el viaje de Acapulco.

## Biografía
Castillo participó en la Real Expedición Botánica a Nueva España de Martín Sessé y Lacasta. En Nueva España, Sessé había sido seleccionado en 1787 con otros botánicos españoles por Casimiro Gómez Ortega, director del Real Jardín Botánico de Madrid. Entre ellos Cervantes, José Longinos Martínez, y Del Castillo. En 1792 recibieron la Real Orden de desplazarse hasta la costa noroeste para estudiar la Historia Natural de Mazarredo (isla de Nutca), sujeta a litigio por su posesión entre los gobiernos de España y Gran Bretaña, la isla tenía interés comercial para ambas potencias; hacia aquel territorio se dirigieron José Mariano Mociño, Atanasio Echeverría, José Maldonado y Juan Diego del Castillo, quien quedó enfermo de escorbuto en Ciudad de México, donde murió en julio de 1793.
Del Castillo dejó una gran suma de dinero con destino a imprimir su proyectado libro Flora Mexicana.
El Real Jardín Botánico de Madrid conserva en el fondo de la Real Expedición Botánica a Nueva España. Sessé y Mociño (1787-1819), 9 cajas y 119 dibujos de documentación correspondiente, en su mayor parte, a los trabajos de los botánicos Martín Sessé y José Mariano Mociño durante dicha expedición. Una veintena de dichos dibujos fueron publicados por el Instituto de Estudios Altoaragoneses (IEA) en la obra Homenaje a Martín Sessé y Juan del Castillo, naturalistas jacetanos del siglo XVIII.
Tiene dedicado el género Castilla, con la especie Castilla elastica (el hule).

## Honores
Cervantes nombró al género Castilla Cerv. 1794 en su honor.